# Чемпіонат світу з боротьби 2010
Чемпіонат світу з боротьби 2010 пройшов з 6 по 12 вересня 2010 року в Москві, Росія, у спортивному комплексі «Олімпійський».
На чемпіонаті проводилися змагання з вільної та греко-римської боротьби серед чоловіків і вільної боротьби серед жінок. Був розіграний двадцять один комплект нагород — по сім у вільній, греко-римській та жіночій боротьбі. Бронзові нагороди вручалися двом спортсменам, що виграли втішні сутички.

## Загальний медальний залік
| Місце | Країна         | Золото | Срібло | Бронза | Загалом |
| ----- | -------------- | ------ | ------ | ------ | ------- |
| 1     | Росія          | 5      | 3      | 8      | 16      |
| 2     | Японія         | 3      | 2      | 3      | 8       |
| 3     | Болгарія       | 3      | 0      | 0      | 3       |
| 4     | Азербайджан    | 2      | 2      | 3      | 7       |
| 5     | Іран           | 2      | 1      | 1      | 4       |
| 6     | Україна        | 1      | 2      | 1      | 4       |
| 7     | Куба           | 1      | 1      | 3      | 5       |
| 8     | Канада         | 1      | 1      | 1      | 3       |
| 9     | Туреччина      | 1      | 0      | 2      | 3       |
| 10    | Індія          | 1      | 0      | 0      | 1       |
| 10    | Монголія       | 1      | 0      | 0      | 1       |
| 12    | Вірменія       | 0      | 2      | 1      | 3       |
| 13    | Узбекистан     | 0      | 2      | 0      | 2       |
| 14    | Казахстан      | 0      | 1      | 3      | 4       |
| 15    | Білорусь       | 0      | 1      | 1      | 2       |
| 15    | КНР            | 0      | 1      | 1      | 2       |
| 15    | Південна Корея | 0      | 1      | 1      | 2       |
| 15    | США            | 0      | 1      | 1      | 2       |
| 19    | Швеція         | 0      | 0      | 4      | 4       |
| 20    | Грузія         | 0      | 0      | 2      | 2       |
| 21    | Хорватія       | 0      | 0      | 1      | 1       |
| 21    | Франція        | 0      | 0      | 1      | 1       |
| 21    | Греція         | 0      | 0      | 1      | 1       |
| 21    | Угорщина       | 0      | 0      | 1      | 1       |
| 21    | Киргизстан     | 0      | 0      | 1      | 1       |
| 21    | Нігерія        | 0      | 0      | 1      | 1       |
| Total | Total          | 21     | 21     | 42     | 84      |

## Командний залік
| Місце | Вільна боротьба, чоловіки | Вільна боротьба, чоловіки | Греко-римська боротьба, чоловіки | Греко-римська боротьба, чоловіки | Вільна боротьба, жінки | Вільна боротьба, жінки |
| Місце | Команда                   | Очки                      | Команда                          | Очки                             | Команда                | Очки                   |
| ----- | ------------------------- | ------------------------- | -------------------------------- | -------------------------------- | ---------------------- | ---------------------- |
| 1     | Росія                     | 66                        | Росія                            | 46                               | Японія                 | 61                     |
| 2     | Азербайджан               | 42                        | Туреччина                        | 32                               | Росія                  | 39                     |
| 3     | Куба                      | 38                        | Азербайджан                      | 26                               | Канада                 | 36                     |
| 4     | Іран                      | 27                        | Вірменія                         | 26                               | Швеція                 | 30                     |
| 5     | Грузія                    | 21                        | Куба                             | 24                               | США                    | 28                     |
| 6     | Болгарія                  | 18                        | Болгарія                         | 24                               | Казахстан              | 24                     |
| 7     | Узбекистан                | 18                        | Казахстан                        | 24                               | КНР                    | 23                     |
| 8     | Україна                   | 18                        | Іран                             | 22                               | Монголія               | 22                     |
| 9     | Казахстан                 | 15                        | Південна Корея                   | 20                               | Азербайджан            | 22                     |
| 10    | Угорщина                  | 14                        | Японія                           | 15                               | Україна                | 21                     |

## Медалісти

#### Вільна боротьба
| Категорія | Золото                    | Срібло                     | Бронза                        |
| 55 кг     | Віктор Лебедєв Росія      | Тогрул Асгаров Азербайджан | Франк Чамісо Куба             |
| 55 кг     | Віктор Лебедєв Росія      | Тогрул Асгаров Азербайджан | Ясухіро Інаба Японія          |
| 60 кг     | Бесік Кудухов Росія       | Василь Федоришин Україна   | Морад Могаммаді Іран          |
| 60 кг     | Бесік Кудухов Росія       | Василь Федоришин Україна   | Зелімхан Гусейнов Азербайджан |
| 66 кг     | Сушил Кумар Індія         | Алан Гогаєв Росія          | Джабраїл Гасанов Азербайджан  |
| 66 кг     | Сушил Кумар Індія         | Алан Гогаєв Росія          | Геандрі Гарсон Куба           |
| 74 кг     | Денис Царгуш Росія        | Садег Гударзі Іран         | Габор Хатош Угорщина          |
| 74 кг     | Денис Царгуш Росія        | Садег Гударзі Іран         | Абдулхакім Шапієв Казахстан   |
| 84 кг     | Михаїл Ганєв Болгарія     | Заурбек Сохієв Узбекистан  | Сослан Кцоєв Росія            |
| 84 кг     | Михаїл Ганєв Болгарія     | Заурбек Сохієв Узбекистан  | Рейнеріс Салас Куба           |
| 96 кг     | Хетаг Газюмов Азербайджан | Хаджимурат Гацалов Росія   | Руслан Шейхов Білорусь        |
| 96 кг     | Хетаг Газюмов Азербайджан | Хаджимурат Гацалов Росія   | Георгій Гогшелідзе Грузія     |
| 120 кг    | Білял Махов Росія         | Артур Таймазов Узбекистан  | Леван Беріанідзе Грузія       |
| 120 кг    | Білял Махов Росія         | Артур Таймазов Узбекистан  | Іоаннідіс Арзуманідіс Греція  |

#### Греко-римська боротьба
| Категорія | Золото                  | Срібло                        | Бронза                       |
| 55 кг     | Гамід Сурян Іран        | Чхве Гю Джин Республіка Корея | Назир Манкієв Росія          |
| 55 кг     | Гамід Сурян Іран        | Чхве Гю Джин Республіка Корея | Роман Амоян Вірменія         |
| 60 кг     | Гасан Алієв Азербайджан | Рютаро Мацумото Японія        | Алмат Кебіспаєв Казахстан    |
| 60 кг     | Гасан Алієв Азербайджан | Рютаро Мацумото Японія        | Чон Джи Хен Республіка Корея |
| 66 кг     | Амбако Вачадзе Росія    | Армен Варданян Україна        | Віталій Рагімов Азербайджан  |
| 66 кг     | Амбако Вачадзе Росія    | Армен Варданян Україна        | Васиф Арзуманов Туреччина    |
| 74 кг     | Сельджук Чебі Туреччина | Арсен Джулфалакян Вірменія    | Іміль Шарафетдінов Росія     |
| 74 кг     | Сельджук Чебі Туреччина | Арсен Джулфалакян Вірменія    | Даніяр Кобонов Киргизстан    |
| 84 кг     | Христо Маринов Болгарія | Пабло Шорі Куба               | Олексій Мішин Росія          |
| 84 кг     | Христо Маринов Болгарія | Пабло Шорі Куба               | Ненад Жугай Хорватія         |
| 96 кг     | Амір Аліакбарі Іран     | Тимофій Дейниченко Білорусь   | Асланбек Хуштов Росія        |
| 96 кг     | Амір Аліакбарі Іран     | Тимофій Дейниченко Білорусь   | Джиммі Лідберг Швеція        |
| 120 кг    | Міхайн Лопес Куба       | Юрій Патрикеєв Вірменія       | Нурмахан Тиналієв Казахстан  |
| 120 кг    | Міхайн Лопес Куба       | Юрій Патрикеєв Вірменія       | Риза Каяалп Туреччина        |

### Жіноча боротьба
| Категорія | Золото                           | Срібло                    | Бронза                 |
| 48 кг     | Хітомі Обара Японія              | Лориса Ооржак Росія       | Керол Він Канада       |
| 48 кг     | Хітомі Обара Японія              | Лориса Ооржак Росія       | Чжао Шаша КНР          |
| 51 кг     | Олександра Когут Україна         | Ю Хоріуті Японія          | Заміра Рахманова Росія |
| 51 кг     | Олександра Когут Україна         | Ю Хоріуті Японія          | Софія Маттссон Швеція  |
| 55 кг     | Саорі Йосіда Японія              | Юлія Раткевич Азербайджан | Анна Гоміс Франція     |
| 55 кг     | Саорі Йосіда Японія              | Юлія Раткевич Азербайджан | Тетяна Паділья США     |
| 59 кг     | Соронзонболдин Батцецег Монголія | Чжан Лань КНР             | Аяко Сьода Японія      |
| 59 кг     | Соронзонболдин Батцецег Монголія | Чжан Лань КНР             | Юганна Маттссон Швеція |
| 63 кг     | Каорі Ітьо Японія                | Олена Пирожкова США       | Генна Йоханссон Швеція |
| 63 кг     | Каорі Ітьо Японія                | Олена Пирожкова США       | Любов Волосова Росія   |
| 67 кг     | Мартіна Дюгреньє Канада          | Олена Шалигіна Казахстан  | Іфеома Іхеначо Нігерія |
| 67 кг     | Мартіна Дюгреньє Канада          | Олена Шалигіна Казахстан  | Алла Черкасова Україна |
| 72 кг     | Станка Златева Болгарія          | Охенева Акуффо Канада     | Катерина Букіна Росія  |
| 72 кг     | Станка Златева Болгарія          | Охенева Акуффо Канада     | Кьоко Хамаґуті Японія  |

## Країни-учасники
В чемпіонаті взяли участь 629 спортсменів з 85 країн.
| - Албанія (1) - Алжир (2) - Аргентина (3) - Вірменія (14) - Австралія (5) - Австрія (4) - Азербайджан (21) - Білорусь (21) - Бразилія (3) - Болгарія (16) - Камерун (3) - Канада (14) - Чад (1) - Чилі (1) - КНР (20) - Китайський Тайбей (2) - Колумбія (2) - Хорватія (5) - Куба (12) - Кіпр (2) - Чехія (7) - Домініканська Республіка (3) - Еквадор (3) - Єгипет (8) - Сальвадор (1) - Естонія (5) - Фінляндія (8) - Франція (13) - Грузія (14) | - Німеччина (16) - Велика Британія (3) - Греція (11) - Гуам (2) - Гвінея-Бісау (2) - Угорщина (11) - Індія (10) - Іран (14) - Ізраїль (5) - Італія (8) - Японія (21) - Йорданія (2) - Казахстан (21) - Киргизстан (13) - Латвія (6) - Литва (6) - Північна Македонія (3) - Мадагаскар (2) - Мальта (1) - Маврикій (1) - Федеративні Штати Мікронезії (1) - Молдова (13) - Монако (1) - Монголія (14) - Марокко (1) - Нідерланди (1) - Нова Зеландія (4) - Нікарагуа (1) - Нігерія (4) | - Норвегія (2) - Палау (1) - Польща (16) - Португалія (1) - Пуерто-Рико (4) - Румунія (14) - Росія (21) - Сан-Марино (1) - Сенегал (2) - Сербія (4) - Словаччина (5) - Словенія (2) - Соломонові Острови (1) - ПАР (5) - Південна Корея (16) - Іспанія (13) - Швеція (9) - Швейцарія (6) - Таджикистан (5) - Туніс (3) - Туреччина (17) - Туркменістан (6) - Україна (21) - США (21) - Уругвай (1) - Узбекистан (16) - Венесуела (4) |

## Цікаві факти
На цьому турнірі вірменин Армен Варданян, що виступає за Україну переміг у півфіналі азербайджанця Васифа Арзуманова, що представляє Туреччину та поступився у фіналі грузину Амбако Вачадзе, що виступає за Росію, який в свою чергу подолав у півфіналі лезгина Віталія Рагімова, що народився у Вірменії, але представляє Азербайджан.